# トリニトロアニソール
| 2,4,6-トリニトロアニソール         | 2,4,6-トリニトロアニソール          |
| ---------------------------------- | ----------------------------------- |
| 2,4,6-トリニトロアニソールの構造式 |                                     |
| IUPAC名                            | 2-メトキシ-1,3,5-トリニトロベンゼン |
| 別名                               | ピクリン酸メチル                    |
| 分子式                             | C7H5N3O7                            |
| 示性式                             | H3COC6H2(NO2)3                      |
| 分子量                             | 243.13 g/mol                        |
| CAS登録番号                        | [606-35-9]                          |
| 形状                               | 黄色葉状晶                          |
| 融点                               | 67–68 ℃                             |
| 爆薬としての性質                   |                                     |
| 爆速                               | 6,800 m/s, 仮比重 1.57              |
| 危険性                             |                                     |

トリニトロアニソール (trinitroanisole) とは、芳香族ニトロ化合物の一種。6種の構造異性体が存在し、2,4,6-体は構造がピクリン酸のメチルエーテル誘導体に相当するため、ピクリン酸メチル、ピクリン酸メチルエーテル、メチルトリニトロフェニルエーテルとも呼ばれる。エタノールから再結晶させると黄色葉状晶になる。
アセトンに可溶、ベンゼン、エタノールに難溶、リグロインに極めて難溶。
トリニトロクロロベンゼンのメタノール溶液に水酸化ナトリウム水溶液を加えてできる赤色沈殿に塩酸を加えて製造する。
金属を腐食させたり、危険な塩を作らず、融点も低いためにかつてトリニトロトルエン (TNT) の代用として各種軍用炸薬に使われたこともあったが、今では爆薬としてはほとんど使われていない。

## 異性体
- 2,3,4-体: 融点 155 ℃
- 2,3,5-体: 融点 104–106.8 ℃
- 2,4,6-体: 融点 67–68 ℃
- 3,4,5-体: 融点 119–120 ℃